# Forstern
Forstern er en kommune i Landkreis Erding i Regierungsbezirk Oberbayern i den tyske delstat Bayern.

## Geografi
Forstern ligger cirka 32 km øst for delstatshovedstaden München, 15 km syd for Erding, 20 km sydvest for Dorfen og 13 km nord for Ebersberg. Der er 28 km til Flughafen München.

### Inddeling
I Forstern ligger følgende landsbyer og bebyggelser: Forstern, Amplötz, Bocköd, Brand, Hartbrunn, Hub, Karlsdorf, Kipfing, Kreiling, Neuharting, Oberstaudham, Preisendorf, Pullach, Siggenberg, Straßham, Tading, Unterstaudham og Wetting.
- Wikimedia Commons har flere filer relateret til Forstern